# Piece of Me Tour
A Piece of Me Tour Britney Spears amerikai énekesnő tizedik koncertturnéja volt, amely 2018-ban zajlott le. Ez volt Spears első világturnéja 2011 óta, és egyben a Britney: Piece of Me című Las Vegas-i koncertrezidenciájának folytatása is, amely 2017 decemberében ért véget. A turné egyesítette a rezidenciában látott show-elemeket új produkciós technológiákkal, frissített koreográfiával és kissé módosított dalválasztással.

## Háttér és előkészületek
2018 januárjában Spears bejelentette, hogy egy nemzetközi turnéval viszi el a Las Vegas-i show-ját a világ különböző pontjaira. A cél az volt, hogy a rajongók világszerte átélhessék azt az élményt, amit korábban csak a Las Vegas-i színpadon lehetett látni.

## Turnédátumok és helyszínek
A turné 2018. július 12-én indult a marylandi MGM National Harborban, és 2018. október 21-én ért véget Austinban (Texas), a Formula–1 amerikai nagydíj keretében. A turné Észak-Amerikát és Európát érintette, többek között New York, London, Berlin és Párizs városában.

## Kereskedelmi siker
A Piece of Me Tour jelentős kereskedelmi sikert aratott: több mint 54 millió dolláros bevételt termelt 39 koncertből, és körülbelül 420 840 jegyet adtak el. A turné a Pollstar 2018-as év végi toplistáján a 30. helyen végzett, és az év egyik legsikeresebb női előadói turnéja lett.

## Kritikai fogadtatás
A kritikusok dicsérték Spears energikus előadásait és színpadi jelenlétét. Bár néhányan megjegyezték az előre felvett vokálok használatát, a produkció színvonalát és a közönséggel való kapcsolatát általánosan pozitívan értékelték.

## A turné műsorlistája
A műsorban Britney legismertebb slágerei szerepeltek, többek között:
- "Work Bitch"
- "Womanizer"
- "...Baby One More Time"
- "Oops!... I Did It Again"
- "Gimme More"
- "Toxic"
- "Stronger"
- "Till the World Ends"

A dalválasztás kisebb régiós változtatásokkal követte az eredeti Las Vegas-i show mintáját.

## Utolsó fellépés
A turné utolsó koncertjét 2018. október 21-én tartották Austinban (Texas), a Formula 1 Grand Prix esemény részeként. Ez volt Spears utolsó hivatalos koncertturnéja – azóta nem lépett fel nagyszabású turnén.